# Chlorissa hintzi
Chlorissa hintzi är en fjärilsart som beskrevs av Embrik Strand 1915. Chlorissa hintzi ingår i släktet Chlorissa och familjen mätare. Inga underarter finns listade i Catalogue of Life.